# Mount Marsden
Mount Marsden är ett berg i Antarktis. Det ligger i Östantarktis. Australien gör anspråk på området. Toppen på Mount Marsden är 600 meter över havet.
Terrängen runt Mount Marsden är platt åt sydväst, men åt nordost är den kuperad. Trakten är obefolkad. Det finns inga samhällen i närheten.